# 鉄道写真物語 1枚にかける旅
『鉄道写真物語 1枚にかける旅』（てつどうしゃしんものがたり いちまいにかけるたび）は、2010年7月3日から2010年12月11日までBSデジタル12チャンネル「TwellV」で放送されていた、鉄道をテーマとしたテレビ番組である。

## 概要
毎回、鉄道をこよなく愛する有名人2人が出会い、鉄道談義に花を咲かせた。その後2人は、至高の「1枚の鉄道写真」を求め、それぞれ撮影の旅に出発。撮影された2枚の鉄道写真を、鉄道写真家・広田尚敬がジャッジした。

## レギュラー出演者
- 吉川正洋（ダーリンハニー）：当番組ではTD（トレイン・ディレクター）も務めた
- 大木美佳：鉄道写真館コンシェルジュ
- 広田尚敬（鉄道写真家）：ジャッジ

## 出演者
- 第1回：吉川正洋（ダーリンハニー） - 北斗星
- 第2回：田中要次★ - マルタイ
- 第3回：石丸謙二郎★ - 日豊本線
- 第4回：林家たい平 - 石巻線
- 第5回：水野裕子 - 東海道新幹線
- 第6回：向谷実★ - 新型京成スカイライナー
- 第7回：六角精児 - 高千穂鉄道
- 第8回：越中詩郎★ - 小田急ロマンスカー
- 第9回：車だん吉★ - 銚子電鉄
- 第10回：阿藤快 - 大井川鐵道
- 第11回：鉄道の日記念スペシャル 総集編
- 第12回：宍戸開★ - 予土線・予讃線
- 第13回：はなわ - 東北新幹線
- 第14回：島崎俊郎 - 伊豆急行
- 第15回：森脇健児★ - 京阪電鉄・阪急電鉄・阪神電鉄・南海電鉄・近鉄
- 第16回：山本昌邦★ - 身延線・中央本線
- 第17回：宮澤ミシェル - 小湊鉄道・いすみ鉄道
- 第18回：広田泉★ - わたらせ渓谷鐵道
- 第19回：広田尚敬 - 江ノ島電鉄
- 第20回：総集編
  - ★は広田のジャッジによる勝者。但し18・19回はそれまでの出演者の投票によりジャッジ。
  - 「最高の1枚の中の、最高の1枚」としては、森脇の作品（森脇と新旧京阪電車との3ショット）が選ばれた。

## スペシャル
2011年1月3日に、お正月特別番組「鉄道写真物語 〜1枚にかける旅〜 あの車両(ひと)に会いたいSP」が放送された。
- 出演者
  - 六角精児 - あいづライナー代走（旧：国鉄583系）
  - 吉川正洋 - 弘南鉄道（旧：東急6000系）
  - 宍戸開　 - タイ国鉄（元：ブルートレイン）

## 再放送
- 第11回が2010年12月18日に再放送された。
- 2011年1月9日以降は、TwellVで毎週日曜日18:00 - 19:00に第1回 - 第20回が再放送された。
- 2015年3月現在も行われている。
- 鉄道写真家 広田泉氏(2022年3月28日逝去)を偲び、2022年6月11・12日に氏が出演した第18・19回が21時から再放送された。[1]
- 2022年7月19日から毎週月曜日深夜(火曜日)2:00 - 3:00に第1回から再放送が行われている。

## 他局での放送
群馬テレビ
2010年11月9日から2010年4月12日まで毎週火曜11:30 - 12:00に放送
TOKYO MX
2011年4月2日より サブチャンネル（092ch）にて毎週土曜13:00 - 13:30に放送
サンテレビ
放送時間不明
テレビ大阪
2014年6月27日から同年9月26日まで毎週金曜12:30 - 13:00に毎週金曜12:30 - 13:00
初回が第5回、最終回が第19回だった。いずれも30分編集バージョンが放送されていた。
熊本朝日放送
2017年7月3日から毎日早朝下記の時間帯にて放送
月 - 金 4:15 - 4:40、土曜 4:25 - 4:50、日曜 4:20 - 4:50
また、スカパー!プレミアムサービスの鉄道チャンネル（ch255、ch546）でも2012年7月 - 2013年6月を除いて放送されている。

## スタッフ
- 企画・プロデューサー：山守文雄